# Caroline. A Poem
Caroline. A Poem – utwór angielskiego poety satyrycznego Williama Hone’a z 1820, opublikowany w Londynie nakładem oficyny Effinghama Wilsona bez podania nazwiska autora na stronie tytułowej. Poemat dotyczy sprawy kontrowersyjnej królowej Karoliny Brunszwickiej. Został napisany wierszem białym (blank verse). 

England, a wretched Female, and thy Queen,
Seeks thee imploring. — Shall she call in vain
For thy assisting, thy protecting hand?
Is thine ear deaf to her sad tale of woe?
Hast thou lost all that love for Regal blood
That made thee frantic erst—thy life-streams shed
For foreign despots ?—Was Gallic Antoinette,
Or the Old Bourbon Throne, more dear
Than England’s Caroline? Is there no sympathy
For Royal sorrows more allied to home?